# Maxence de Chalvet

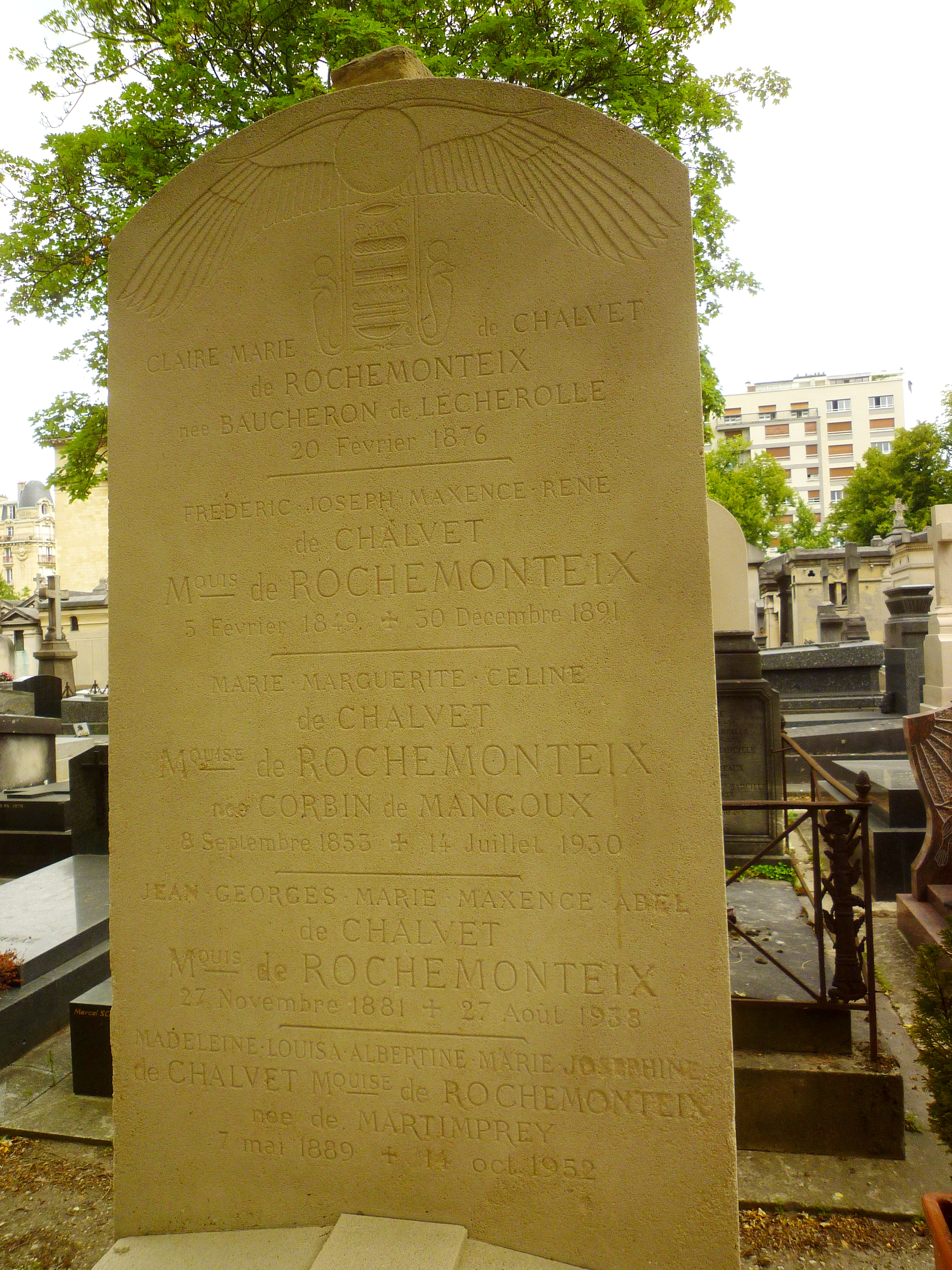
Tombe de Maxence de Chalvet au cimetière du Montparnasse, à Paris.

Frédéric Joseph Maxence René de Chalvet, marquis de Rochemonteix (5 février 1849 - 30 décembre 1891), est un égyptologue français.

## Biographie
Maxence de Chalvet de Rochemonteix nait le 5 février 1849 à Clermont-Ferrand, il est le fils du marquis Léon de Chalvet de Rochemonteix et de Marie-Claire Baucheron de Leycherolles.
Il entre en 1871 à l'École pratique des hautes études en Sciences historiques et philologiques.
En 1875, il part pour l'Égypte afin d'étudier la civilisation égyptienne antique, et plus particulièrement les cultes. Il revient de son voyage en 1878. 
En 1887 il ouvre un cours libre d'Histoire ancienne à la Faculté des lettres de Paris.
Il meurt de maladie le 30 décembre 1891.

## Voyage en Égypte
En mission au temple d'Edfou, il réalise des estampages qu'il rapporte et adresse à la Bibliothèque nationale de France le 1er décembre 1887 par l'intermédiaire du ministère de l'Instruction publique. Ces estampes, initialement déposées dans cinquante-cinq boîtes en carton et six-cents chemises fabriquées spécialement, sont aujourd'hui dans trente-neuf cartons en magasin du département des manuscrits, division orientale. L'Institut français d'archéologie orientale du Caire a entrepris la réédition de cet ouvrage, revu et corrigé par des enquêtes sur place.

## Publications
- Maxence de Chalvet, marquis de Rochemonteix, Œuvres diverses, publiées par Gaston Maspero avec le concours d'Émile Chassinat, Paris, Leroux, 1894
- Le Temple d'Edfou
- Maxence de Rochemonteix, Essais sur les rapports grammaticaux qui existent entre l'Égyptien et le Berbère.